# El Herrumblar
El Herrumblar è un comune spagnolo di 717 abitanti situato nella comunità autonoma di Castiglia-La Mancia.